# Paeonia saundersii
Paeonia saundersii är en pionväxtart som beskrevs av George Ledyard Stebbins. Paeonia saundersii ingår i släktet pioner, och familjen pionväxter. Inga underarter finns listade i Catalogue of Life.